# Nová rozvojová banka
Nová rozvojová banka (New Development Bank BRICS – NDB BRICS) je mezinárodní banka, která byla založena státy BRICS (Brazílie, Rusko, Indie, Čína, Jihoafrická republika) a má sídlo v Šanghaji v Číně. Státy BRICS tvoří přes 40 % světové populace a podílí se na světovém HDP z 25 %. Jedná se o alternativu ke Světové bance a Mezinárodnímu měnovému fondu, ačkoliv NDB tvrdí, že nebude jejich rivalem. A naopak Světová banka tvrdí, že uvítá každou instituci, která bude bojovat proti světové chudobě. Účelem NDB je financování rozvojových projektů v zemích BRICS a dalších rozvojových zemích, např. v Africe.
Existují dva důvody vzniku NDB. Prvním je nespokojenost a pomalá reforma Světové banky a Mezinárodního měnového fondu ohledně počtu hlasů pro rozvojové země. Druhým důvodem je snaha skupiny BRICS efektivněji pomáhat méně rozvinutým státům a tím taky ovlivnit chod světové ekonomiky. Navíc Světovou banku a MMF ovládá Západní svět. Oproti Světové bance, která přerozděluje hlasy podle investovaného kapitálu, má v NDB každý člen pouze jeden hlas a nikdo nemá právo veta.

## Pozadí
Nápad vytvořit rozvojovou banku nezávislou na USA a EU vznikl na 4. summitu BRICS v indickém Novém Dillí v roce 2012 a na 5. summitu BRICS v Durbanu v Jihoafrické republice již padlo rozhodnutí vytvořit tuto banku. Na summitu nedošlo jenom k rozhodnutí o Rozvojové bance, ale také účastníci 15. července vytvořili Contingent Reserve Arrangement (CRA). Ten by měl poskytovat kapitál centrálním bankám v čase, kdy by došlo k velkému odlivu kapitálu. Dá se říct, že CRA představuje rivala MMF. Do CRA přispěla Čína nejvíc a to $41 miliard (méně než 50 % celkového příspěvku).
Nakonec bylo dosaženo dohody a smlouva o NDB byla podepsána šéfy všech států 15. 7. 2014 na 6. summitu BRICS ve Fortaleze v Brazílií. Banka byla založena po 7. summitu v ruské Ufě, kde byly doladěny detaily. Každý ze států investoval do banky 10 miliard dolarů jako počáteční vklad.
Avšak ekonomická a politická situace mezi členy BRICS není ideální. Čína je největší ekonomický partner v rámci BRICS. To se však nedá říct o ostatních členech, kteří mezi sebou stěží ekonomicky spolupracují. Taky politická situace není uspokojivá. Mezi Čínou a Indií jsou neustále boje o vliv v Asii, zatím co Rusko, JAR a Brazílie se orientují na svou regionální politiku.

## Struktura NDB

### Board of Governors
Board of Governors se skládá z 1 guvernéra a 1 náhradníka (nemá právo volit) za každý členský stát. Ustanovuje pravomoci banky, přijímá nové členy, rozhoduje o odstoupení členů, zvyšuje nebo snižuje základní kapitál, volí prezidenta Banky, rozhoduje o počtu viceprezidentů, rozhoduje o ukončení operací banky, zachovává si plnou sílu k vydávání rozhodnuti v jakékoliv záležitosti, která byla svěřena Board of Directors, apod. Všechno musí být odhlasované dvoutřetinovou většinou přítomných členů Board of Governors. Board of Governors v současnosti předsedá Rusko.

### Board of Directors
Board of Directors se skládá z 1 člena Board of Directors a 1 jeho zástupce volených na 2 roky. Board of Directors vykonává operace banky, schvaluje rozpočet Banky a mělo by fungovat jako non-resident body. Pokud ale Board of Governors rozhodne, že Board of Directors má fungovat jako resident body, předsedajícím Board of Directors se stává prezident banky. Kvórum je dvoutřetinová většina hlasů členů Board of Directors. První předsedající zemí je Brazílie.

### Prezident a viceprezidenti
Prezident je volený Board of Governors na 5 let na principu rotace zakládajících zemí. Během funkčního období prezidenta působí ještě minimálně 1 viceprezident za každou zakládající zemi (mimo zemi prezidenta). Prezident je hlavou výkonné rady banky a vykonává běžné záležitosti banky jako nést zodpovědnost za organizaci, přijímání nebo propouštění zaměstnanců, předsedat úvěrovému a investičnímu výboru, které jsou zodpovědné za půjčky, garance, apod. Prezident nesmí vstupovat do politických záležitostí členských zemí. 1. prezidentem NDB se stal Ind K. V. Kamath.
Sídlo New Development Bank je v Šanghaji. První regionální centrum by mělo vzniknout v Johannesburgu.
Členem NDB se může stát jakýkoliv členský stát OSN za podmínek, které ustanoví Board of Governors NDB.

## Funkce
Aby banka naplňovala svůj záměr, používá následující postupy:
1. Využívá zdroje, které má k dispozici, aby podporovala budování nové infrastruktury a projekty trvale udržitelného rozvoje v zemích BRICS a ostatních rozvojových zemích. Projekty mohou být veřejné i soukromé. Banka tyto projekty podporuje prostřednictvím úvěrů, záruk a ostatních finančních instrumentů.
2. Spolupracuje, s mezinárodními organizacemi i s veřejnými či soukromými vnitrostátními subjekty, protože to banka považuje za vhodné v rámci svého mandátu. Jedná se hlavně o mezinárodní finanční instituce a národní rozvojové banky.
3. Poskytuje technickou pomoc při přípravě a realizaci infrastrukturních projektů a projektů trvale udržitelného rozvoje, které banka financuje.
4. Podporuje infrastrukturní projekty a projekty, které podporují trvale udržitelný rozvoj, které zahrnují více než jednu zemi
5. Zakládá speciální fondy, které jsou vytvořeny tak, aby sloužily pouze svému účelu.[10]

## Cíle
Členské státy BRICS se podílely na projektech, které budou nově spadat pod NDB, dávno před jejím vznikem. Do té doby poskytovaly pomoc konkrétní členské státy, které se pak rozhodly zkoordinovat své aktivity do již známé banky. Někteří členové mají dokonce své vlastní rozvojové banky, kde se na regionální úrovni pokoušejí o zlepšení infrastruktury. Celkově by NDB podle prohlášení zástupců neměla konkurovat SB nebo MMF, jednoduše by se měla posílit konkurence, která by zefektivnila přístup k jednotlivým světovým problémům. Také by měla vyplnit mezeru, která vzniká při působení SB, a to pomoct jednotlivým rozvojovým zemím s výstavbou nové infrastruktury, a s podporou jejich současných projektů, které momentálně podporovány nejsou.
NDB by měla věnovat pozornost projektům v rozvojových zemích, které by byly ekologicky šetrné. To se týká zejména Afrického kontinentu a Asie. To vede k tomu, že by mezi její cíle, kromě konkrétních projektů (např. stavění cest), měli také patřit různí výzkumné akce, šetření a sběr dat. Všechny zmíněné akce by měli mít výstupní formu v podobě inovativních náhrad za neobnovitelné zdroje. Tyto náhrady by měli být realizovány nejlépe neškodnými prostředky, které budou mít menší zásah na životní prostředí. To by mělo mít za následek industrializaci v rozvojových zemích, na celkem moderní úrovni, díky čemuž nebude kontaminování ovzduší, jako to bylo při industrializaci nynějších státu označovaných za světové ekonomiky.
Jako příklad předchozích individuálních projektů členů BRICS stojí za zmínku aktivita brazilské BNDES, která financovala 27 projektů zaměřených na infrastrukturu v Jižní Americe od roku 1997–2013. Tyto aktivity se odehrávaly také na Africkém kontinentu, kde se jihoafrická South African Development Bank pokoušela podpořit projekty na zlepšení obchodních cest na regionální úrovni, některé však byla přerušeny kvůli problematice rasové segregace. V Asii nesmí chybět druhá nejvyspělejší ekonomika - Čína, která doplnila Světová banka a Inter-American Development Bank také v Africe a Jižní Americe, kde se jednalo rovněž o půjčky na projekty v infrastruktuře. Celková suma se tak pohybovala okolo $132 miliard.
NDB by tak měla zastřešit všechny aktivity zmíněných států, které jsou ochotny podílet se na odstranění překážek, kterými se rozvojové země liší od těch vyspělých. Mezi hlavní body patří taky ekologická otázka, kdy se členové zavázali k tomu, že se budou snažit o zlepšení životního prostředí tím, že zredukují odlesňování, rozšíří využití obnovitelných zdrojů, zredukují klimatické znečisťování a celkově zlepší životní podmínky na planetě. Tato oblast je docela diskutabilní, jelikož samotní členové (jejich velká města) patří podle průzkumů k největším znečišťovatelům na Zemi.
Co se týče samotných půjček, jedná se o úplně novou oblast zájmů těchto států. Po různých summitech nejvyšších představitelů nakonec padlo rozhodnutí, že zcela první půjčka, která by se měla reálně uskutečnit, proběhne začátkem dubna roku 2016 a měla by být vystavena v čínském yuanu. Cílem je snížit převahu dolaru na světových finančních trzích. Není však ještě známo, komu by ta půjčka měla být poskytnuta.

## Kapitál
Podle ustavující smlouvy o NDB byla přijata ustanovení, která definují základní kapitál. Všechny členské státy jsou povinny přispět do základního fondu stejnou měrou. Jeho počáteční disponibilní částka bude $100 miliard. Tenhle kapitál bude rozdělen na jeden milion akcií o hodnotě $100 tisíc. Hodnota jedné akcie bude minimální částkou pro účast krajiny. Základním cílem Banky je rovnoprávnost. Hlas každé země je tedy stejně důležitý, nikdo by neměl být utlačován a mělo by se jednat rovnocenně a spravedlivě. Z počátečního vkladu $100 miliard se vyčlení $50 miliard, které se rovným dílem přerozdělí mezi zakládající členy.